# 仏さんじょ
仏 さんじょ（いむ さんじょ）は、日本の漫画家・イラストレーター。男性。静岡県出身。
遊演体のプレイバイメールに参加していたことが縁となってライアーソフトのグラフィッカーとなり、その傍ら同人誌にて個人作品を発表していた。
ライアーソフト退社後、2000年頃より商業誌での執筆を始める。

## 作品リスト

### 漫画

#### 連載中
- 駄菓子屋ヤハギ 異世界に出店します（アース・スター エンターテイメント「コミック アース・スター」連載、既刊3巻）

#### 連載終了
- おっパ!!（秋田書店「チャンピオンRED いちご」掲載、全1巻）
- ろりぽ∞（一迅社「月刊ComicREX」掲載、全7巻）
- 部室のドワーフちゃん（ジャイブ「月刊コミックラッシュ」掲載、全4巻）
- カレーの王女さま（芳文社「まんがタイムきららMAX」掲載、全2巻）
- 厳守! きまり学園（秋田書店「チャンピオンRED いちご」掲載、全1巻）
- 我萌える、故に我あり（エンターブレイン「マジキュー」連載、未単行本化）
- 虹色学園ピュアガールズ（ビブロス「カラフルコミックピュアガール」連載、未単行本化）
- 年中無休★サンタさん!（一迅社「月刊ComicREX」連載、全4巻）
- ソニコミ（マッグガーデン「コミックブレイド」連載、全5巻）
- ライアーソフトファンクラブ会報表紙
- すたじおみりすファンクラブ会報表紙

#### 単行本
連載作品の単行本化は除く。
- 五月病症候群（一迅社刊。月姫・MELTY BLOODコミックアンソロジー総集編）

#### 参加アンソロジー
- 一迅社
  - Kanaon 4コマKING  1
  - 痕　1（イラスト）
  - 月姫　1（+イラスト）,2,3,4（表紙）,5,6,7,8,9
  - ナースウィッチ小麦ちゃん マジカルて 1,
  - MELTY BLOOD 1（表紙）,2（+表紙）,3（+表紙）,4（+表紙）,5〜17（表紙）
- FOX出版
  - Fate/stay night 4（イラスト）
- 芳文社
  - ハナヤマタ 1 (コミック)
- ムービック
  - ONE 〜輝く季節へ〜 2

### イラスト・挿絵
- 御手洗学園高等部実践ミステリ倶楽部2 彫刻の家の殺人（小説・富士見ミステリー文庫）
- サディスティック・エージェント（小説・GA文庫）
- ハヤテのごとく!トレーディングカードゲーム（コナミデジタルエンタテインメント）

他にもイラストやコラム等を多数発表している。